# Ernst Günther Schenck
Ernst Günther Schenck (Marburgo, 3 de outubro de 1904 — Aachen, 21 de dezembro de 1998) foi um médico alemão, que se juntou a Sturmabteilung (divisão de assalto) em 1933. Devido a um encontro com Adolf Hitler durante o encerramento da II Guerra Mundial, suas memórias são historicamente preciosas. Suas histórias deste período influenciaram tanto Joachim Fest como James P. O'Donnell, os quais escreveram livros sobre os últimos dias de Hitler.

## Experiências durante a Guerra
Schenck nasceu em Marburgo. Ele treinou como médico e se juntou à SS. Durante a guerra, Schenck participou ativamente da criação de uma grande plantação de plantas medicinais no campo de concentração de Dachau, que continha mais de 200.000 plantas medicinais, a partir do qual, entre outras coisas, foram fabricados suplementos vitamínicos para as Waffen SS.
Durante a criação desta plantação, em 1938 mais de 100 pessoas morreram, de acordo com relatos de prisioneiros. Em 1940, foi nomeado inspector da nutrição para as Waffen SS. Em 1943 Schenck desenvolveu uma proteína de salsicha, que foi criado para as tropas da SS. Antes da sua aprovação, foi testado em 370 prisioneiros, alguns dos quais morreram.
Mais para o fim da guerra, Schenck se ofereceu para trabalhar em uma estação de emergência localizada na Chancelaria do Reich, em Abril de 1945, perto do Führerbunker. Embora ele não tenha sido treinado como um cirurgião e faltasse experiência, bem como os fornecimentos e os instrumentos necessários para operar na batalha, ele realizou aproximadamente cem grandes cirurgias.
Durante estas cirurgias, Schenck foi auxiliado por Werner Haase, que também serviu como um dos médicos privados de Hitler. Embora Haase tivesse muito mais experiência em cirurgias do que Schenck, ele estava enfraquecido por tuberculose, e muitas vezes tinha que se deitar durante a tentativa em vão dar conselhos verbais a Schenck. Devido à combinação de condições terríveis e sua própria inexperiência, depois da guerra, Schenck disse a O'Donnell que ele não foi capaz de rastrear um único soldado alemão tinha operado e que havia sobrevivido (ele mantinha os registos das operações).
Durante este tempo Schenck viu Hitler pessoalmente duas vezes, por apenas um breve tempo - uma vez quando Hitler queria lhe agradecer a serviços médicos de emergência, e uma vez durante a "recepção", após o casamento de Hitler com Eva Braun.

## Vida no Pós-Guerra
Antes de escrever suas memórias, Schenck foi entrevistado por O'Donnell para seu livro, The Bunker, que gravou suas memórias dos últimos dias de Hitler. Nas suas próprias memórias, Schenck afirmou que sua única preocupação era a de melhorar a nutrição e a luta contra a fome. No entanto um relatório em 1963 condenou Schenk por "tratar seres humanos como objetos, cobaias". Na República Federal da Alemanha, Schenck não foi autorizado a prosseguir a sua carreira médica.
Schenck morreu em 21 de dezembro de 1998, em Aachen. Ele foi retratado pelo ator Christian Berkel em 2004 no filme Der Untergang , que mostra os dez dias finais das pessoas que acompanhavam Hitler no Führerbunker e das pessoas que ficaram com ele em Berlim enquanto o Exército Vermelho continuava a cercar à cidade.